# ぺぺ長谷川
ぺぺ長谷川（ぺぺはせがわ、1966年6月 - 2023年2月15日）は、日本の社会運動家。

## 略歴
埼玉県立浦和西高等学校卒業。早稲田大学第二文学部卒業。大学ではノンセクト系の左翼活動をやり7年間通う。大学では就職活動をしないで、卒業してから一度も就職していない。サラリーマンにならないという思想も有ったが、単に働きたくないということもあった。働きたくないの方が濃厚で、サラリーマンにならないという思想は後から付けた理由かもしれないと振り返る。これを幸せと感じることも多々あり、何が幸せか分からないとする。でも就職すれば良かったと思うこともある。
2020年時点で53歳の時には、週に1日のアルバイトと、月に2回のアルバイトと、他に日払いのアルバイトをして月収10万円弱。風呂なし共同トイレで月に35000円のアパートに暮らし、週に1日銭湯に行くという生活であった。
2023年2月15日、胆管癌のため死去。享年56歳。

## 社会運動
仕事を辞めて時間を持て余し遊び仲間を求めて大学に戻ってきた神長恒一と再会し共にノンセクト系と反天連系の勉強会やデモに参加する。当初は面白半分で左翼と付き合い、その楽しさの中から特別な意味を付され明確な意図を持って実行するようになる。その時である1992年5月にだめ連を結成。社会運動では役立たずで仲間にはだめ系と呼ばれていたことからだめ連と名付けた。
ジョーカーなどの電車の中で起きる犯罪は、格差が拡大して社会の底が抜けているからとする。社会の下層の人間が上層の人間にわからせるということを目的としているとする。犯罪は特殊な人がしているのではないと認識した方が良いとする。
中年で友達がいない人が多いとされており、それは友達を作るハードルが高いからとされているが、それを疑問に思う。サラリーマンという設定が、人間関係は友情で築くものではないということを受け入れるということとする。少人数の鍋会でいいから言いたいことをいえる環境が大事なのだが、そういうことを言える環境がなくなっており、それは無力感の中で生きていてデモなんかやっても意味が無いなどと言う人のあり方が支配的になっているからとする。